# 徐芝纶
徐芝纶（1911年6月20日—1999年8月26日），男，江苏江都人，中国工程力学家。

## 生平
1934年毕业于清华大学。1936年获美国麻省理工学院硕士学位，1937年获哈佛大学硕士学位。1937年至1943年任浙江大学教授，后任、河海大学教授。1980当选为中国科学院学部委员（院士）。